# خریدار شخصی مرموز
خریدار شخصی مرموز (انگلیسی: Mysterious Personal Shopper؛ کره‌ای: 인형의 집) یک مجموعه تلویزیونی محصول کره جنوبی سال ۲۰۱۸ با بازی چوی میونگ گیل، پارک هانا، وانگ بیت نا، لی اون هیونگ و هان سانگ جین است. این مجموعه از ۲۶ فوریه تا ۲۰ ژوئیه ۲۰۱۸، روزهای دوشنبه تا جمعه ساعت ۱۹:۵۰ (کی‌اس‌تی) از کی‌بی‌اس۲ پخش شد.

## بازیگران

### اصلی
- چوی میونگ گیل در نقش گوم یونگ سوک[۲]
- پارک هانا در نقش هونگ سه یون[۳]
- وانگ بیت نا در نقش اون کیونگ هه[۴]
- لی اون هیونگ در نقش لی جه جون[۵]
- هان سانگ جین در نقش جانگ میونگ هوان